# Potentillinae
Potentillinae je podtribus ružovki smješten u tribus Potentilleae, dio potporodice Rosoideae. Sastoji se od 2 roda prisutnih po svim kontinentima.

## Rodovi
1. Potentilla L. (520 spp.)
2. Argentina Hill (70 spp.)